# Deltochilum orbignyi
Deltochilum orbignyi är en skalbaggsart som beskrevs av Blanchard 1846. Deltochilum orbignyi ingår i släktet Deltochilum och familjen bladhorningar. Inga underarter finns listade i Catalogue of Life.